# Assassinen

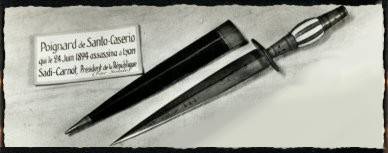
„Poignard de Santo Caserio qui le 24 juin 1894 assassina à Lyon Sadi-Carnot, président de la République.“
(Übersetzung: Santo Caserios Dolch, mit dem er am 24. Juni 1894 in Lyon Präsident Carnot erstach.)

Unter der Fremdbezeichnung Assassinen (Singular der Assassine) sind in der christlichen Geschichtsschreibung des Mittelalters Angehörige der schiitisch-islamischen Glaubensgemeinschaft der Nizariten oder diese Gemeinschaft in ihrer Gesamtheit bezeichnet worden. Das christliche Europa ist in der historischen Epoche der Kreuzzüge des 12. und 13. Jahrhunderts in direkten Kontakt mit dieser Gruppierung gekommen, die unter der ihr anhaftenden Bezeichnung einen tiefen und nachhaltigen Eindruck in seiner Vorstellungswelt hinterlassen und es zu einer bis heute populären Legendenbildung inspiriert hat, ohne dass diese bis in das 20. Jahrhundert hinein durch eine tiefergehende Kenntnis über die geschichtliche, theologische und strukturelle Verfassung dieser Gemeinschaft begleitet worden wäre. Bis heute werden mit diesem Begriff vor allem bis zur Selbstaufopferung reichender Gehorsam, religiöser Fanatismus, geheimniskrämerisches Sektierertum und nicht zuletzt (politischer) Meuchelmord assoziiert, was sich mit seinem Einzug in den Wortschatz mehrerer europäischer Sprachen, vor allem der romanischen, als Ausdruck für Mörder, Mord und Morden manifestiert hat.

## Mittelalterliche Beschreibung
“In provincia Tyrensi, quae Phoenicis dicitur, circa episcopatum Antaradensem, est quidam populus, castella decem habens cum suburbanis suis; estque numerus eorum, eut saepius audivimus, quasi ad sexaginta millia, vel amplior. Hic, non haereditaria succesione sed meritorum praerogativa, magistrum solent sini praeficere, et eligere praeceptorom, quem, spretis aliis dignitatum nominibus, Senem vocant: cui tanta subjectionis et obedientiae vinculo solent obligari, ut nihil sit tam durum, tam difficile, tamque periculosum, quod ad magistri imperium, ardentibus animis nom aggrediantur implere. Nam inter eaetera, si quos habent princioes odiosos aut genti suae suspectos, data uni de suis sica, vel pluribus, non considerato rei exitu, utrum evadere possit, illuc contendit, cui mandatum est; et tam diu pro complendo anxius imperio circuit et laborat, quousque casu injunctum peragal officium, praeceptoris mandato satisfaciens. Hos tam nostri, quam Sarraceni nescimus unde nomine Assissinos vocant.”

„In der Provinz Tyrus, die Phönizien heißt, gibt es in der Umgebung des Bistums Tortosa ein Volk, das zehn Burgen mit dem dazugehörigen Umland besitzt und, wie wir oft gehört haben, aus ungefähr 60.000 oder mehr Menschen bestehen soll. Diese haben die Gewohnheit, sich ihren Herrn nicht aufgrund erblicher Nachfolge, sondern nach dem Vorrang des Verdienstes selbst zu geben und einen Meister zu wählen und als Präzeptor an ihre Spitze zu stellen, den sie, alle anderen Ehrentitel verschmähend, „den Alten“ nennen, dem sie sich dermaßen zu Unterwerfung und Gehorsam verpflichten, dass es nichts Hartes, Schwieriges oder Gefährliches gibt, das sie nicht auf des Meisters Geheiß inbrünstig zu erfüllen trachten. Wenn ihm und seinem Volke etwa irgendwelche Fürsten missliebig, oder verdächtig sind, gibt er einem oder auch mehreren der Seinen einen Dolch, und dieser strebt dorthin, wohin er befohlen worden ist, und ohne zu erwägen, wie die Sache ausgehen könnte und ob er davonkommen würde, geht der, der den Auftrag erhalten hat, sogleich dorthin, wohin er befohlen wurde, und rastet nicht eher, als bis es ihm gelingt, den erhaltenen Befehl zu vollstrecken und den Willen des Meisters zu erfüllen. Die Unseren wie auch die Sarazenen nennen dieses Volk Assassinen, ohne dass wir wissen, wovon dieser Name abgeleitet ist.“

## Etymologisches
Trotz der Berichte Marco Polos von den durch Drogenverabreichung (nämlich Opium) gefügig gemachten Jüngern des Alten vom Berge blieb der etymologische Wortstamm des Assassinenbegriffs und seine Herkunft der europäischen Sprachwissenschaft bis zu Beginn des 19. Jahrhunderts unbekannt. Durch die wiederholten Assoziationen dieses Begriffs mit der berüchtigten Mördersekte aus dem Orient konnte er deswegen auch nur in Europa mit seiner „imaginativen Ignoranz“ gegenüber dem Islam und den Nizariten, zuerst in Italien und dann nacheinander in Frankreich, England und auf der iberischen Halbinsel, die umgangssprachliche Bedeutung für Mörder erhalten. Erst nach seinem Studium des auf Arabisch geschriebenen Buch der zwei Gärten bezüglich der Ereignisse während der Herrschaft von Nur ad-Din und Salah ad-Din (arabisch كتاب الروضتين في اخبار الدولتين النورية والصلاحية, DMG Kitāb ar-rawḍatayn fī aḫbār ad-dawlatayn an-nūriyya wa-ṣ-ṣalāḥiyya) des Damaszener Religionsgelehrten Abu Schama (gestorben 1276), konnte der französische Sprachforscher Silvestre de Sacy das Rätsel lösen. In diesem Werk begegnete ihm die Bezeichnung „die Haschaschinen, Haschischleute“ (arabisch الحشاشين, DMG al-Ḥaššāšīn, oder arabisch الحشيشيون, DMG al-Ḥašīšiyyūn) als Bezeichnung für jene Gruppierung, die in den in Latein und Altfranzösisch verfassten Geschichtswerken des Mittelalters als Assassini bekannt geworden war. In einem am 19. Mai 1809 im Pariser Institut de France gehaltenen Vortrag konnte er darlegen, dass die Nizariten in arabischen Quellen aus der Zeit der Kreuzzüge mit einem Namen bezeichnet worden waren, der vom arabischen Wort für Gras, Hanf, Haschisch (arabisch حشيش, DMG ḥašīš) abgeleitet ist. Die von ihm daraus gezogene Schlussfolgerung, das lateinische Assissini sei eine Korruptele des arabischen Ḥaššāšīn (in europäischen Texten Haschaschin oder Assassin für „Haschischkonsumenten“), wird seither als allgemein anerkannte Lehrmeinung akzeptiert (siehe Daftary, Halm und Hauziński).
In jüngster Zeit vertrat der libanesische Schriftsteller Amin Maalouf in seinem Roman Samarcande (1988) eine davon abweichende These und stützte sich dabei auf angeblich erhaltene Texte des Gründervaters der Assassinen, Hasan-i Sabbāh (gest. 1124). Dieser habe seine Anhänger als Ergebene der Asās (arabisch أساسيون, DMG asāsīyūn ‚Fundamentalisten‘) bezeichnet, im Sinne der dem Fundament/Grundsatz ihres Glaubens Ergebene. Danach sei Asās im Sprachgebrauch der Schiiten zudem auch ein Ehrentitel für Ali (gest. 661), den Schwiegersohn des Propheten, der in der Zählung der Nizariten auch als Erstgenannter das Fundament ihrer Imamlinie bilde.
Nun ist allerdings nicht bekannt, dass die Franken der Kreuzfahrerstaaten mit dem im persischen Teil des Islamischen Reiches residierenden Hasan-i Sabbāh und seinen Schriften in Kontakt gekommen wären. Der inoffizielle wie offizielle Sprachduktus der Muslime in Ägypten und Syrien lag ihnen dagegen geographisch deutlich näher. Und hier waren die Assassinen/Nizariten, wenn auch nicht ausschließlich, doch sehr wohl auch als Ḥašīšiyyūn bekannt. Vor Abu Schama hatte bereits al-Bundari (gest. nach 1241/42) zwei Mal diesen Terminus in seinem 1226 vollendeten und einem Ayyubidenprinzen gewidmeten Werk Der Ruhm des Sieges und die Auswahl aus der Zuflucht (Zubdat al-Nuṣra wa-nuḫbat al-ʿUṣra) bemüht, das wiederum eine Kurzfassung des Sieges über die Mattheit und die Zuflucht des Naturells (Nuṣrat al-fatra wa-ʿuṣrat al-fiṭra) von Saladins Kanzleichef Imad ad-Din al-Isfahani (gest. 1201) darstellte. Und davor hatte schon der in Palermo wirkende Universalgeograph al-Idrisi (gest. 1166) von den in den Bergen um Tartus (Tortosa) lebenden Haschischis gewusst. Nicht zuletzt wurde die Schia der Nizari-Ismailiten in der 1123 publizierten Streitschrift Das Einschlagen der bezwingenden Blitze – Widerlegung der Argumente der Niederträchtigen (Īqāʿ ṣawāʿiq al-irġām fī idḥāḍ ḥuǧaǧ ulaʾika l-liʾām) des mit ihnen verfeindeten Kalifen und Imams der Mustali-Ismailiten al-Amir (gest. 1130) ebenfalls gleich zwei Mal als Ḥašīšiyyūn verunglimpft, die damit das älteste bekannte Zeugnis ihrer Bezeichnung als Haschaschinen ist.

## Begegnungsgeschichte

### Erste Kontakte
Die Geschichte der wechselseitigen Beziehungen zwischen den christlich-abendländischen „Franken“ und den islamisch-morgenländischen „Assassinen“ ist fast so alt wie die der Kreuzzüge selbst. Im selben Jahr 1095, als die Christen in Clermont zum ersten Kreuzzug aufgerufen wurden, kam in einem Kerker zu Kairo der von den Nizari-Ismailiten anerkannte neunzehnte Imam Nizār ibn al-Mustansir zu Tode, woraufhin sich seine in Persien und Syrien beheimatete Anhängerschaft (šīʿa) von jener der Ismailiten Ägyptens separierte. 1097 erreichten die Kreuzritter, von Kleinasien kommend, die Levante und besetzten bis 1101 deren gesamte Küstenlinie bis vor Aschkelon. Durch die Gründung des Königreichs Jerusalem und anderer feudalstaatlicher Territorien trieben sie einen Keil zwischen Syrien und Ägypten, der sie zu direkten Nachbarn der in Syrien verbreiteten Nizaritengemeinde machte. Das Bild der Kreuzritter vom Islam entsprach dem einer religiös homogenen Welt voller „Ungläubiger“, gegen welche alle Christen zur Verteidigung ihrer Herrschaft über das Heilige Grab aufgerufen waren. Weil ihnen der Islam fast ausschließlich in Gestalt des Sunnitentums begegnet war, hatten sie für die seit Jahrhunderten tatsächlich bestehende konfessionelle Fragmentierung dieses Glaubens kaum ein tieferes Verständnis aufgebracht, geschweige denn ein Gespür für die feinen Subtilitäten der unterschiedlichen Strömungen des Schiitentums entwickeln können. Und so gestalteten sich die ersten unmittelbaren Aufeinandertreffen der „Ritter Christi“ mit jener Gruppierung, die sie später als „Assassinen“ zu bezeichnen pflegten, nicht anders als mit anderen „Ungläubigen“ zuvor.
Im Frühjahr 1106 eroberte der Kreuzzugsführer Tankred nach kurzer Belagerung die syrische Festung Apamea am Orontes, derer sich nur kurz zuvor die Assassinen bemächtigt hatten. Mehrere ihrer Anführer ließ er exekutieren, ihren Anführer Abu Tahir (Botherus) „der Goldschmied“ aber führte er in die Gefangenschaft nach Antiochia, um sich für ihn von Radwan von Aleppo ein hohes Lösegeld auszahlen zu lassen.
Das nächste Aufeinandertreffen ereignete sich erst zwanzig Jahre nach der Episode von Apamea. 1126 unternahm König Balduin II. von Jerusalem einen Angriff auf Damaskus, an dessen Verteidigung sich die Assassinen mit einer aus ihrer Gemeinde von Homs rekrutierten Truppe beteiligten. Der Chronist Ibn al-Qalanisi († 1160) würdigte zu diesem Anlass ihre außerordentliche Tapferkeit.
Der nächste, nur drei Jahre später erfolgte Kontakt wurde exemplarisch für die Ambivalenz in den zukünftigen Beziehungen zwischen Assassinen und Franken. 1129 fiel die Assassinengemeinde von Damaskus, die sich kurz zuvor noch bei der Verteidigung der Stadt ausgezeichnet hatte, einem Pogrom der sunnitischen Mehrheitsbevölkerung zum Opfer. Mehrere tausend Angehörige sollen dabei massakriert worden sein. Als Vergeltung dafür übergab ihr Anführer Ismail „der Perser“ die von ihnen verwaltete Grenzfeste Banyas an das Königreich Jerusalem und begab sich mit den Überlebenden seiner Gemeinde dorthin ins Exil. In der Zeit der Verfolgung durch die Sunniten wurde das Herrschaftsgebiet der Christen zum sicheren Rückzugsort der schiitischen Assassinen, die sich dafür später erkenntlich zeigten. In der Schlacht von Inab am 29. Juni 1149 kämpften sie an der Seite der Christen gegen die Truppen des Nur ad-Din.

Die geopolitische Lage in der Levante des 12. Jahrhunderts.

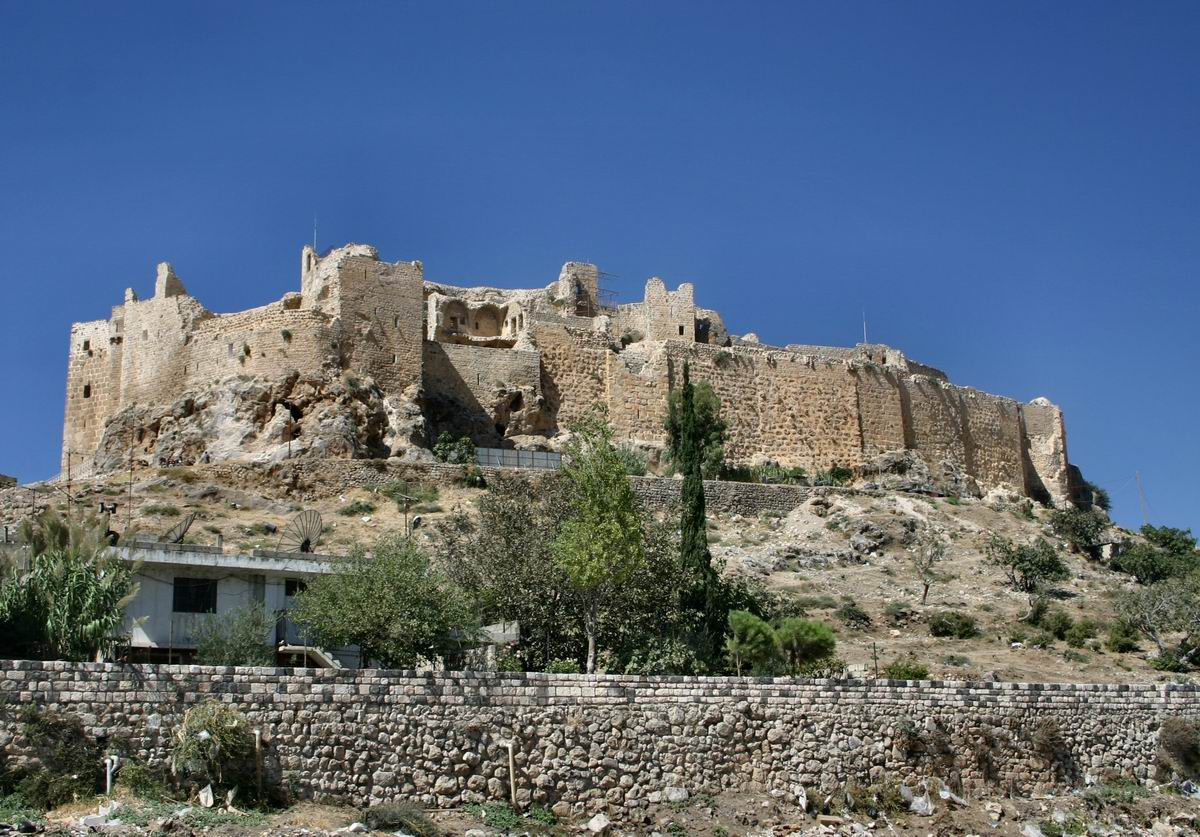
Die Burg Masyaf.

### Das Land der Mission
Wahrscheinlich vom Gebiet der Christen aus nahmen die Assassinen in den Jahren nach dem Pogrom von Damaskus die Errichtung eines eigenen Herrschaftsgebietes auf. Ihr Engagement konzentrierten sie dabei auf die Gebirgsregion des Dschebel Ansariye, das von der Levanteküste bis zum Orontes ein Niemandsland zwischen den Kreuzfahrerstaaten und den syrischen Herrschaften der Zengiden darstellte. Zum Vorbild nahmen sie sich ihre persischen Glaubensgenossen, die schon seit dem Ende des 11. Jahrhunderts durch die Okkupation von Höhenburgen im nordpersischen Elburs-Gebirge über einen eigenen Staat geboten. Durch Kauf erwarben sie 1132/33 als ihre erste Festung die Burg von Qadmus, in deren Umland sie bis spätestens 1165 etwa ein Dutzend weitere selbstbezeichnete „Burgen der Mission“ (qilāʿ ad-daʿwa) in Besitz nahmen und somit eine Kontrolle über ein kleines, kompaktes Territorium errichten konnten, das nach seiner Konsolidierung in zeitgenössischen Schätzungen von mindestens 60.000 Glaubensangehörigen bewohnt wurde. Durch den Mord an ihrem früheren Besitzer brachten sie schließlich 1140/41 auch die Burg Masyaf an sich, die bis kurz vor dem Ende ihres „Landes der Mission“ (bilād ad-daʿwa) 1270 der Hauptstützpunkt der Assassinen und Sitz ihres Führers blieb.
Die Organisation der syrischen Assassinen entsprach der einer Theokratie, in der die Aufgabe der sozialen wie religiösen Führung der Person eines Missionars anvertraut war, dem so genannten „Rufer“ (daʿī). Da jede Kommune von je einem eigenen Rufer betreut wurde, wurde das syrische „Land der Mission“, also die Gesamtgemeinde der dortigen Nizariten, von einem Chefmissionar geführt und nach außen hin vertreten, der heute häufig als „Groß-Da‘i“ oder auch „Großmeister“ bezeichnet wird. Diesem wurde eine geistig-moralische Führungsqualität zuerkannt, weshalb er üblicherweise als Scheich (šaiḫ) angesprochen wurde, was als „Greis/Alter“ oder im Sinne spiritueller Autorität als „Weiser“ übersetzt werden kann. Auch für die Franken war er der senex. Wilhelm von Tyrus irrte sich allerdings in seiner Behauptung, dass der Alte aus den Reihen der Assassinen dank zuvor erworbenen Verdienstes an ihre Spitze gewählt wurde. Bis zum Ende der Kreuzzüge hatten die Franken keine Kenntnis von der Existenz des tatsächlichen spirituellen Oberhaupts der Nizari-Schia, des im persischen Alamut residierenden Imams. Dieser hatte die unumschränkte Führungsautorität über seine gesamte Anhängerschaft inne und er war es, der die Chefpropagandisten der syrischen Gemeinde bestimmte. Tatsächlich stammten die meisten von ihnen auch aus Persien.
- Liste der Imame der Ismailiten/Nizeriten (Assassinen)

Die Assassinen waren zur Mitte des 12. Jahrhunderts also zu Territorialherrschern geworden und hatten sich von nun an in den zwischenstaatlichen Beziehungen und Auseinandersetzungen ihrer christlichen wie muslimischen Gebietsnachbarn zu behaupten. Als konfessionelle Minderheit des Islams hatten sie bis dahin besonders in Syrien die Protektion mächtiger Fürsten wie Radwan von Aleppo und Tughtigin von Damaskus gesucht, denen Fragen der Glaubensauslegung in der machtpolitischen Auseinandersetzung gleichgültig waren. Allerdings hatte deren Schutz auch mit ihrem Tod geendet, worauf die Assassinengemeinden Syriens blutigen Verfolgungswellen ausgesetzt waren. In der sunnitischen Mehrheitsgesellschaft waren sie aufgrund ihrer offensiv betriebenen Mission (daʿwa) und ihres strategischen Vorgehens gegen ihre Feinde verhasst. In Ermangelung einer eigenen Heeresmacht hatten sich die Assassinen seit ihrer Gründung darauf verlegt, politische Feinde durch Messerattacken, die für sie charakteristisch wurden, zu eliminieren, und durch die sie in der muslimischen Welt bereits berüchtigt und gefürchtet waren. Nun, als Verwalter eines eigenen Staates, stießen sie mit dieser Strategie bald an ihre Grenzen.
Die „Burgen der Mission“:
- al-Qadmūs; Erwerb 1132/33, gefallen im Mai 1273.
- al-Kahf; Erwerb vor 1140, gefallen am 10. Juli 1273.
- al-Ḫarība (nicht mehr lokalisierbar); Erwerb vor 1140, Verlust unklar.
- Maṣyāf; Okkupation 1140/41, gefallen im Mai 1270.
- ar-Ruṣāfa; Erwerb unklar, gefallen im Juni 1271.
- al-Manīqa; Erwerb unklar, gefallen im Mai 1273.
- al-Qulaiʿa (nicht mehr lokalisierbar); Erwerb unklar, gefallen am 7. Oktober 1271.
- al-Ḫawābī; Erwerb vor 1154; Verlust unklar.
- al-ʿUllaiqa; Erwerb nach 1162, gefallen im Mai 1271.

### Eine unberechenbare Allianz
1152 ermordeten Assassinen am Tor seiner Stadt den Grafen Raimund II. von Tripolis und mit ihm den Ritter Ralph von Merle. Sie waren die ersten Franken, die den Dolchen der Assassinen zum Opfer fielen, nachdem bis dahin zwischen beiden Gruppen ein eher friedvolles Einvernehmen bestanden hatte. Die Motive dieser Tat blieben ungeklärt. Die Ritter vom Templerorden unternahmen in Vergeltung dieser Tat eine Strafexpedition in die Berge und Täler der Assassinen. Die gegenseitigen Beziehungen scheinen sich danach wieder normalisiert zu haben, denn in den kommenden vierzig Jahren wurden keine Attentate mehr gegen die Franken ausgeführt. Allerdings hatte sich von nun an auch bei ihnen der Ruf der Assassinen als unberechenbare, meuchelmörderische und fanatische Sekte zu etablieren begonnen, der sich bis zu ihrem Ende im sog. Heiligen Land fest im allgemeinen Bewusstsein der nahöstlichen Bevölkerung verankerte. Um das Jahr 1169 umging der Rabbi Benjamin von Tudela auf seinem Weg von Antiochia nach Tripolis entlang der Küstenroute die Berge des Dschebel Ansariye und erfuhr dabei erstmals von den Assassinen, die von ihrem Hauptsitz Qadmus aus ihre Nachbarn terrorisieren, jeden König töten und dabei ihre eigenen Leben geben würden. Wilhelm von Tyrus berichtet, dass die Assassinen zu seiner Zeit dem Orden der Templer einen jährlichen Tribut von 2000 Dinaren zu entrichten hatten. Wie es dazu kam, wird nicht erwähnt, aber wahrscheinlich dürfte dieses tributäre Verhältnis in den Jahren nach dem Mord an dem Grafen von Tripolis begonnen haben, nachdem die Templer mehrere Strafexpeditionen in ihr Gebiet unternommen hatten. Anscheinend zogen es die Assassinen vor, zu Vasallen der Christen zu werden, von denen sie im Gegensatz zu den sunnitischen Machthabern keine Zwangsbekehrung zu erwarten hatten. Sie unternahmen Versuche, sich dieses Tributs zu entledigen, indem sie sich 1173 an König Amalrich I. von Jerusalem wandten. Ihm sollen sie sogar den Vorschlag unterbreitet haben, zum Christentum konvertieren zu wollen, was der König bereitwillig akzeptiert habe, doch hätten die Templer dieses Ansinnen vereitelt, indem sie den Unterhändler der Assassinen auf seinem Rückweg zu seinem Meister ermordeten.
| Die Groß-Da’is der syrischen Assassinen |
| --- |
| * al-Hakim al-Munaddschim („der weise Astrologe“; † 1103) * Abu Tahir as-Sa’igh („der Goldschmied“; X 1113) * Bahram al-Da’i („der Missionar“; X 1128) * Ismail al-Adschami („der Perser“; † 1130) * … * Ali ibn Wafa (X 1149) * Abu Muhammad as-Schaich („der Alte“; † 1162) * Raschid ad-Din Sinan (1162–1193) * Nasr al-Adschami („der Perser“) * … * Kamal ad-Din Hassan ibn Masud (1223 genannt) * Madschd ad-Din (1227 genannt) * Siradsch ad-Din Muzaffar ibn al-Hussain (1237 genannt) * … * Asad ad-Din * Tādsch ad-Dīn Abū l-Futūh (1249 genannt) … * Radi ad-Din Abu l-Ma’ali (1258–1262) * Nadschm ad-Din Ismail (1262–1273) |

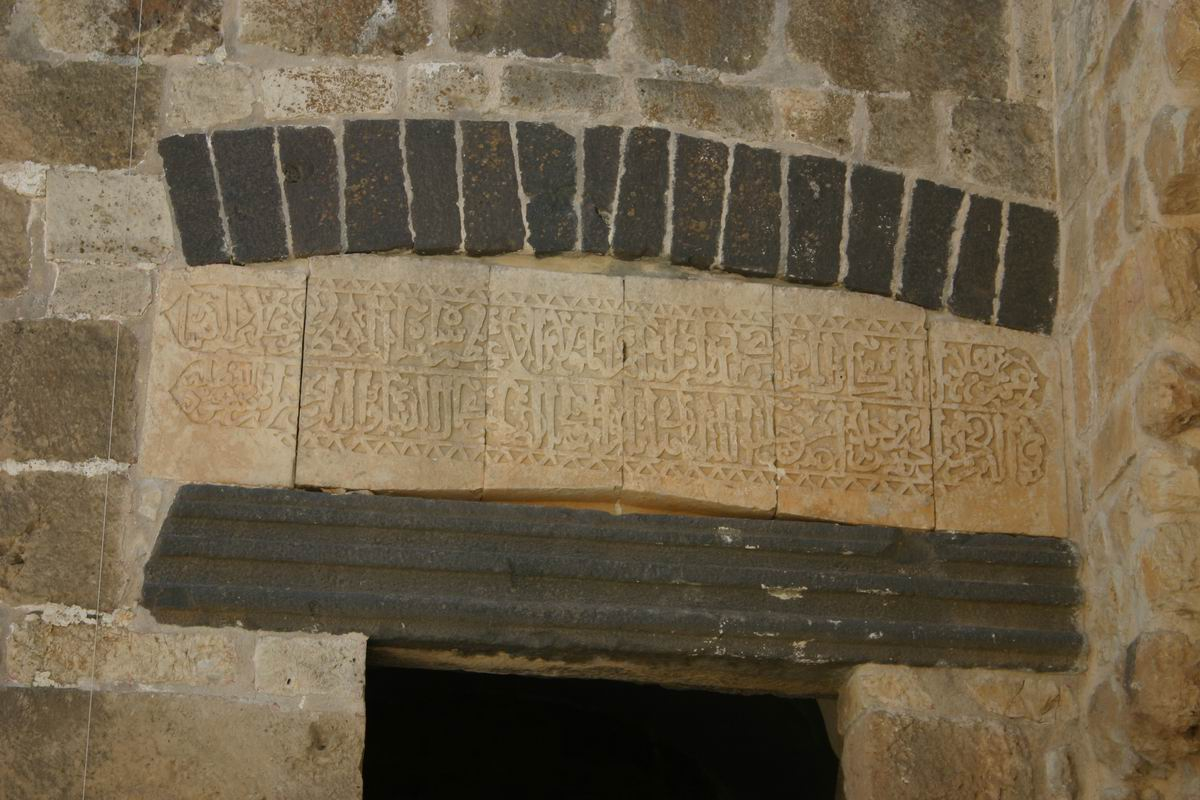
Die Inschrift im Türsturz des Burgtors von Masyaf verweist auf den Groß-Da‘i Kamal ad-Din Hassan ibn Masud und den 26. Imam Ala ad-Din Muhammad (X 1255).

König Amalrich starb nur ein Jahr darauf und die Assassinen verblieben unter der Botmäßigkeit der Templer. Der Erhalt dieses Status quo erwies sich für sie als opportun, nachdem Syrien zuerst unter Nur ad-Din politisch geeint und schließlich 1174 durch dessen Offizier Salah ad-Din (Saladin) Yusuf mit Ägypten vereint worden war. Sowohl für die Franken wie auch für die Assassinen erwuchs in dieser sunnitischen Großmacht eine existenzielle Gefahr, die beide zu einer Interessengemeinschaft zusammenfinden ließ. Nach gemeinsamer Konspiration unternahmen die Assassinen in den Jahren 1174 und 1176 mit ihren eigenen, bereits bewährten Methoden den Versuch, die Gefahr zu beseitigen. Doch beide Anschläge auf Saladin schlugen fehl. Dieser wandte nach dem zweiten seine überlegene Streitmacht nun direkt gegen die Assassinen und versetzte Masyaf in Belagerung. Doch Großmeister Sinan konnte den Untergang des Assassinenstaates verhindern, indem er Saladin ein Friedensangebot unterbreitete, das von diesem bereitwillig angenommen wurde. Für den Sultan hatte der Kampf gegen die Franken den Vorrang vor der Durchsetzung von Linientreue im Glauben. Am 4. Juli 1187 besiegte Saladin die Franken in der Schlacht bei Hattin und eroberte danach Jerusalem für den Islam zurück.
Der Friedensschluss der Assassinen mit Saladin beförderte in den Jahren danach einen Wandel in ihrem Verhältnis zu den militärisch geschwächten Franken. Zumindest scheint es für sie nun angebracht gewesen zu sein, sich an die stärkere Partei anzulehnen. Am 28. April 1192 ermordeten sie in Tyrus den Markgrafen Konrad von Montferrat, der als Verteidiger der Stadt gegen Saladin ein Held der Franken geworden war. Es war der erste Anschlag auf einen der ihren nach vierzig Jahren. Über die Motive dazu haben Zeitgenossen auf beiden Seiten diverse Spekulationen angestrengt, die in Gestalt der Annahme eines Auftragsmordes einen gemeinsamen Nenner haben. Auf christlicher Seite wurde vor allem Richard Löwenherz als Hintermann der Assassinen verdächtigt, da der Markgraf während des dritten Kreuzzuges einer seiner ärgsten politischen Rivalen gewesen war. Allerdings hatte Löwenherz nur wenige Wochen zuvor das Heilige Land schon verlassen und es erscheint widersprüchlich, dass der Kreuzritter den Hoffnungsträger der Christen von Übersee wegen einer persönlichen Rivalität ermorden ließ. Auf muslimischer Seite wurde dagegen auch Saladin als eigentlicher Auftraggeber verdächtigt, der durch die Ermordung des Markgrafen zum einen die ihm vor Tyrus zugefügte Schmach vergelten und zum anderen den ihm potentiell gefährlichsten Widersacher der Zukunft auszuschalten gedachte, denn der Markgraf war bereits mit der Erbin des Königreichs Jerusalem verheiratet. Saladins Kanzleichef Imad ad-Din al-Isfahani († 1201) widersprach diesen Vorwürfen und lastete den Mord dem König von England an.
Die Mordtat von Tyrus lieferte den Menschen bis an das andere Ende Europas Nahrung für neue Gerüchte und Legenden rund um die Assassinen. In Chinon sollen 1195 fünfzehn von ihnen gesehen worden sein, die König Philipp II. von Frankreich zur Ermordung von Richard Löwenherz angeheuert habe. Der 1231 einem Messermord auf der Donaubrücke von Kelheim zum Opfer gefallene Herzog Ludwig von Bayern soll von Assassinen gemeuchelt worden sein, die Kaiser Friedrich II. gedungen habe. Der Wiener Reimeschmied Jans Enikel meinte sogar zu wissen, dass der Kaiser junge Knaben in isolierten Räumen zu willenlosen „Stechern“ herangezogen habe, die wie jene des Alten vom Berge sich auf seinen Befehl hin von den Mauern werfen würden. Und kurz vor dem Aufbruch zu seinem Kreuzzug soll sich ein Todeskommando auf den Weg nach Frankreich begeben haben, um dort König Ludwig IX. in einem Akt der Prävention zu erdolchen. Ob gerechtfertigt oder nicht, die Geschichten über die Käuflichkeit von Assassinen für Auftragsmorde wurden im 13. Jahrhundert in Europa so ernst genommen, dass sich Papst Innozenz IV. auf dem Konzil von Lyon 1245 veranlasst sah, die Bulle De sentencia et re iudicata zu veröffentlichen, in der die Anwerbung von Assassinen zur Ermordung politischer Gegner mit der Androhung der Exkommunikation über den Auftraggeber sanktioniert wurde. Dies war die Zeit, in der in Europa der Begriff Assassini als „Mörder“ Einzug in den allgemeinen Sprachgebrauch zu halten begann, nachdem er hier wenige Jahre zuvor noch besonders unter den Poeten ganz andere Assoziationen geweckt hatte.

### Der höfische Assassine
Nicht nur ihrer Morde wegen wurden die Assassinen zur Wende des 12. auf das 13. Jahrhundert in Europa berühmt-berüchtigt. Auch die von zurückkehrenden Kreuzrittern übermittelten Berichte über ihre bedingungslose Hingabe an die Lehren ihres Meisters erreichten die Menschen des Abendlandes und beeindruckten sie. Provenzalische Trobadoren erinnerte diese Hingabe an die ihre im Werben um die Gunst einer Dame und schlug sich folglich in ihrer Lyrik nieder. Darin erscheint der Poet als Assassine, der sich hingebungsvoll der Minne seiner Dame unterwirft, so wie sein Pendant aus dem Orient den Befehlen seines Meisters. Auch kann hier die Liebe der Assassine sein, der der Dichter nach einem „Anschlag“ erliegt.
So erklärte ein anonymer Verehrer seiner Dame in einem Liebesbrief (domnejaire), ihr Assassine zu sein, der darauf hoffe, in Erfüllung ihrer Wünsche das Paradies zu gewinnen. Die Dame wird hier also zum Alten vom Berge und der höfische Verehrer zum ergebenen Assassinen.
| Lo vostre verais ancessis, Que cre conquestar paradis Per far toz vostres mandamens… |

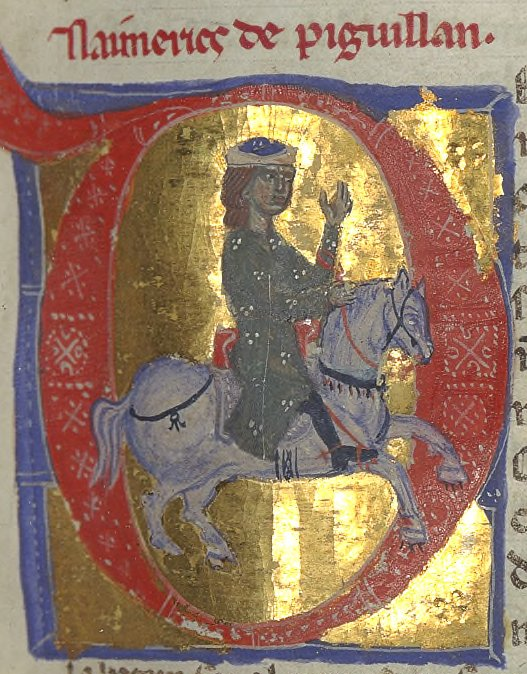
Aimeric de Péguilhan

Der Dichter Aimeric de Péguilhan eröffnete einer Dame, dass diese ihn stärker beherrsche als der Alte seine Assassinen, die für ihn seine sterblichen Feinde töten würden, selbst wenn diese fernab der Landen Frankreichs wären. Interessant ist die hier zutage getretene Annahme, die Assassinen könnten schon in Frankreich ihr Unwesen treiben. Schließlich vergleicht der Dichter sein Herz mit einem Assassinen, weil dieses ihn dem Willen seiner Dame folgend getötet habe. Einmal mehr wird die Dame zum Alten vom Berge und das Herz des Verehrers zu ihrem devoten Assassinen, welcher von ihr ausgesandt wurde, durch ein „Attentat“ die Minne des „Opfers“ zu erwirken.
| – Pos descobrir ni retraire – Car mieills m’avetz ses doptanssa, Qe∙l Vieills l’Asasina gen, Qu’il vant, neis s’eron part Franssa, Tant li son obedien, Aucir sos gerriers mortals. | 0 – Eissamen cum l’azimans – Mas faich avetz ansessi Mon cor que per vos m’auci. |

Bernart de Bondeilhs versicherte, dass er der Minne seiner Dame so unermüdlich gedient habe wie die Assassinen ihrem Meister.
| Tot aissi∙m prem com fai als assesis, qe fan tot so qe lurs seinhers lur di,… |

Und ähnlich wie Peguilhan erkannte auch Giraut de Bornelh, dass die Liebe zu seiner Dame ein Assassine sei, die ihn töte.
| Ren als no∙lh sai comtar Mas que s’amors m’auci. Ai, plus mal assesi Noca∙m sup envirar. |

### Finale Jahre
Genauso widersprüchlich wie die Nachrichten zum Mord am Markgrafen von Montferrat erscheinen auch die weiteren Beziehungen der Franken zu den Assassinen. Einer späteren Quelle nach soll Heinrich von der Champagne 1194 den Alten vom Berge besucht haben, um mit diesem eine Versöhnung einzuleiten. Doch 1213 ermordeten die Assassinen den erst achtzehnjährigen Raimund von Antiochia in der Kathedrale von Tortosa. Keiner konnte dafür einen plausiblen Grund nennen, aber das Gerücht ging um, dass der Johanniterorden den Anschlag in Auftrag gegeben habe. Der Vater des Opfers fiel darauf im Verbund mit den Templern in das Assassinengebiet ein und belagerte eine ihrer Burgen. Allerdings eilten den Assassinen zwei Fürsten der Ayyubiden zur Hilfe, so dass sich die Franken wieder zurückziehen mussten. Ungeachtet der Glaubwürdigkeit des Gerüchts von der Auftragsgabe der Johanniter wird mit dieser Nachricht zumindest die Bereitschaft der Assassinen zur Aufnahme neuer Kontakte zu den Franken jener Zeit zugetraut.

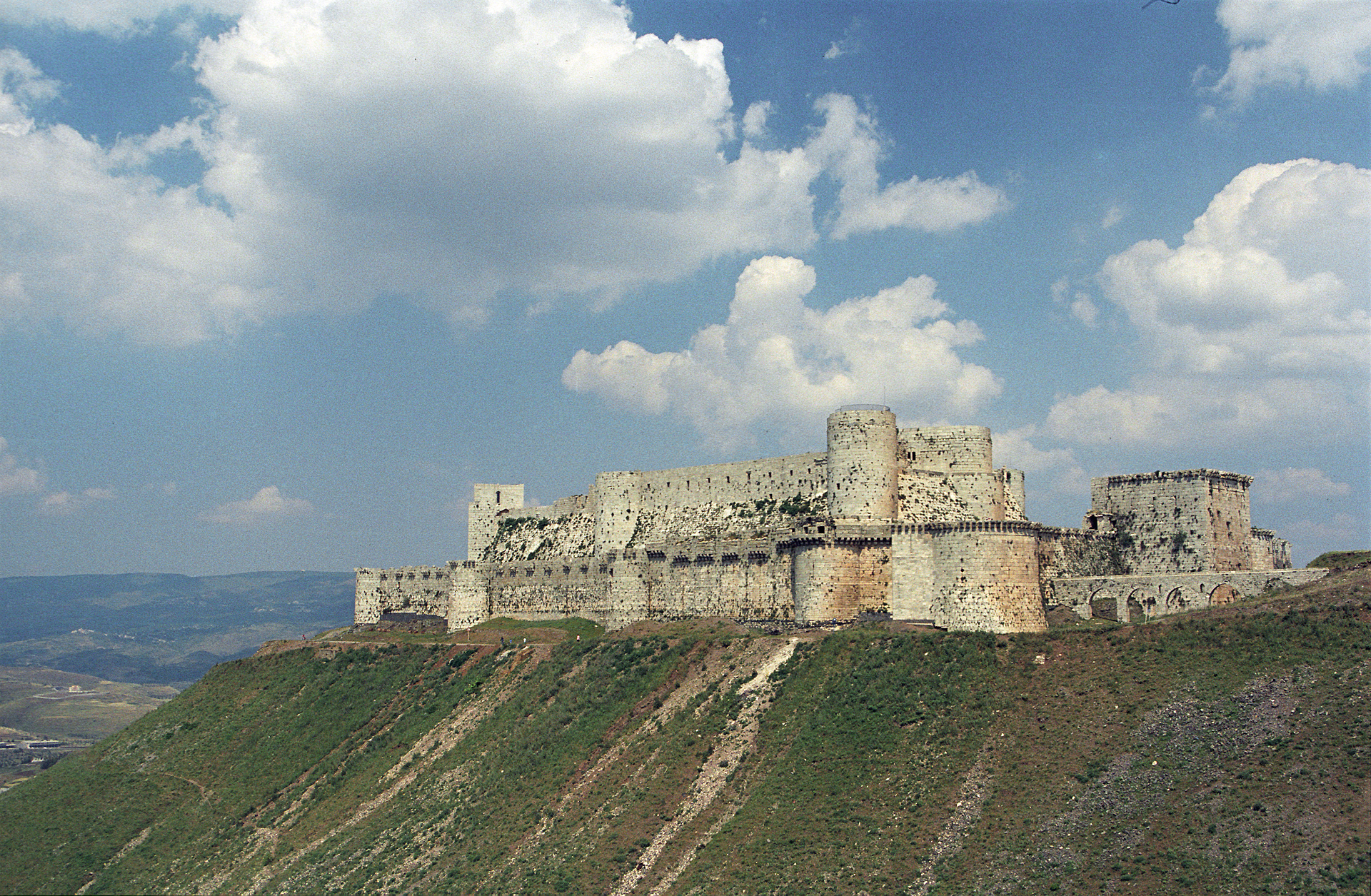
Die Johanniterburg Krak des Chevaliers liegt etwa 30 km südlich von Masyaf. Sie wurde 1271 von Baibars erobert.

Tatsächlich normalisierte sich das Verhältnis der beiden Gruppen danach wieder. Bis zum letzten Jahr des Assassinenstaates gab es keine Mordanschläge mehr, und es liegen Zeugnisse vor, die von einer Rückkehr des Status quo zu jenem vor der Zeit Saladins künden, in dem die Assassinen wieder als potentielle Verbündete galten. 1227, zwei Jahre bevor Kaiser Friedrich II. zu seinem Kreuzzug aufbrach, nahm er einen diplomatischen Kontakt mit ihnen auf und erkaufte von ihnen mit 80.000 Golddinaren eine Sicherheitsgarantie für sich und sein Heer. Dieses Gold führte zu einem aufschlussreichen Nachspiel. Die Ritter des Johanniterordens forderten im selben Jahr von den Assassinen den gewohnten Tribut, worauf diese im Vertrauen auf ihren neuen kaiserlichen Verbündeten dem Orden die Tributzahlung verweigerten. Die Johanniter unternahmen darauf einen Plünderungszug durch das Assassinengebiet. Offenbar waren die Assassinen also im frühen 13. Jahrhundert wieder in das tributäre Verhältnis zu den Franken zurückgekehrt, wie es bereits vor der Zeit Saladins bestanden hatte und das sie auch nach dem Ende des Kreuzzugs des Kaisers 1229 weiter belastet hatte. Der Tribut spielte auch noch bei ihrem letzten dokumentierten Kontakt mit den Franken und in der Geschichte ihres Untergangs eine Rolle.
1248 brach König Ludwig IX. von Frankreich mit einer Streitmacht zum letzten großen Kreuzzug zur Befreiung von Jerusalem auf. Im Nildelta von Ägypten scheiterte er im Frühjahr 1250 schmachvoll und fiel in ägyptische Gefangenschaft. Noch im Mai desselben Jahres wurde er aus dieser entlassen, worauf er sich nach Akkon begab, der Hauptstadt der orientalischen Franken seit dem Verlust von Jerusalem an Saladin. Der Kreuzritter Jean de Joinville war hier ein Augenzeuge, als drei Abgesandte des Alten vom Berge zur Audienz vor den König traten. Hinter dem Wortführer hatten sich ihm seine zwei Begleiter schweigend zur Seite gestellt. Einer präsentierte drei Dolche, deren Klingen in die Griffe der jeweils anderen gesteckt waren, der andere hatte ein weißes Leintuch (ein potentielles Leichentuch) um seine Arme gewickelt. Unterstrichen von diesen bedrohlichen Accessoires der stillen Todesdrohung forderte der Wortführer vom König die Leistung eines Tributs, wie ihn bereits der Kaiser von Deutschland, der König von Ungarn und der Sultan von Kairo an sie entrichtet hätte. Wenn der König aber nicht dazu bereit sei, könne er auch die Großmeister der Ritterorden dazu veranlassen, auf ihre eigenen an die Assassinen gerichteten Tributforderungen zu verzichten. Dazu erklärten sie, dass es für sie zwecklos sei, einen der Großmeister zu töten, da bei Ritterorden umgehend ein neuer an deren Stelle gewählt würde, der die Politik des Vorgängers nahtlos fortführen würde. Die mit den Drohgebärden unterbreitete Forderung verfing bei dem König nicht und auch die Großmeister erteilten den Assassinen eine barsche Abfuhr. Nur um der Ehre des Königs willen hätten sie davon abgesehen, die Gesandtschaft für ihre Frechheit umgehend im Meer zu ertränken. Stattdessen sollten nun die Assassinen binnen vierzehn Tagen mit einem Brief und Geschenken von ihrem Meister wieder vor den König treten, um damit dessen Vergebung für ihre Drohungen zu gewinnen. Und so kam es schließlich auch. Der Alte vom Berge ließ dem König mehrere kostbare Geschenke zukommen, darunter eines seiner Hemden, da dieses ihm näher sei als alles andere, und einen besonders schön geschmiedeten goldenen Ring, mit dem der Alte gedachte, sich durch eine „Heirat“ mit dem König zu vereinen.

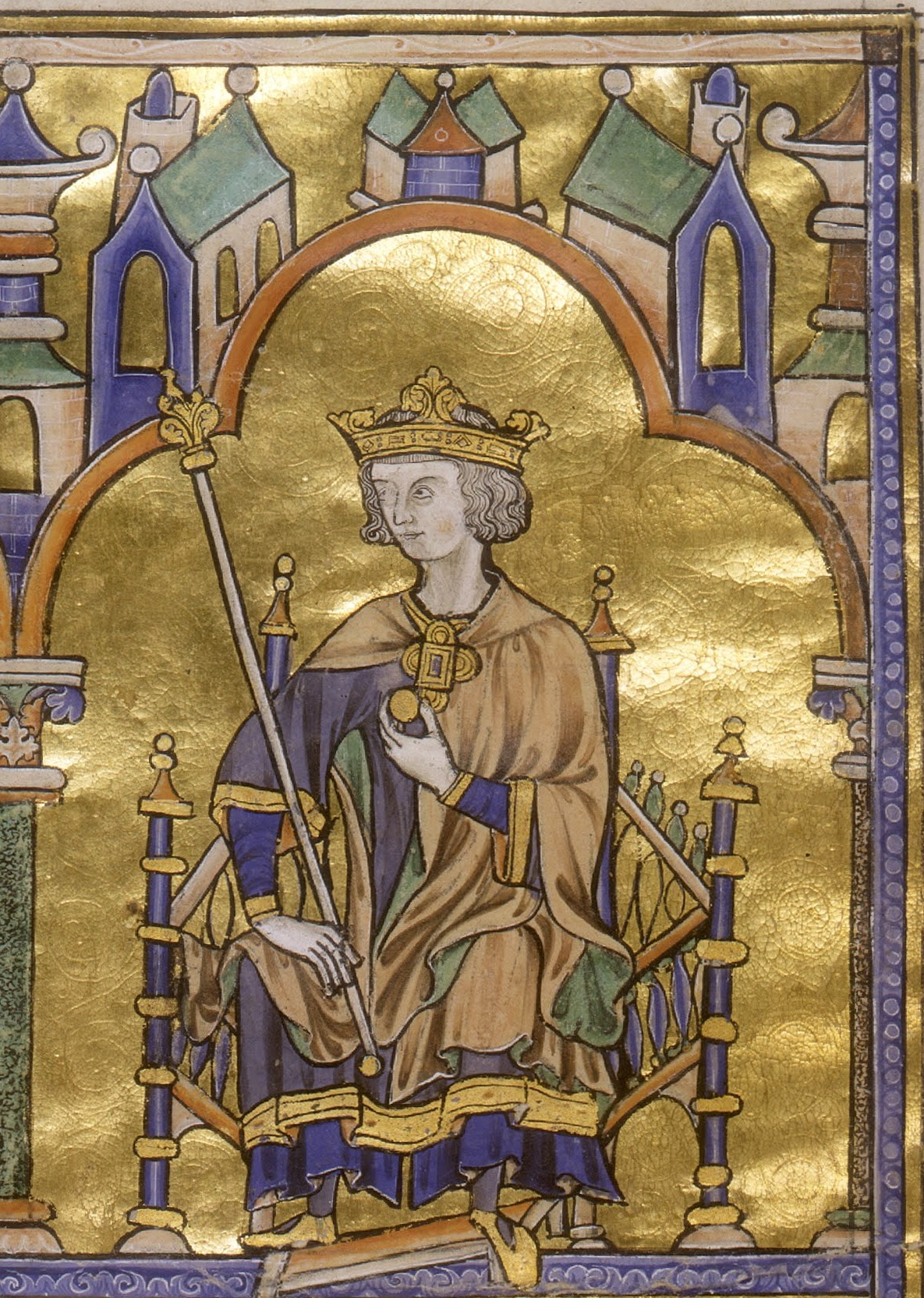
König Ludwig IX. von Frankreich war der einzige europäische Monarch des Mittelalters, der einer Gesandtschaft der Assassinen eine Audienz gewährte.

Danach ließ nun König Ludwig seinerseits reichhaltige Geschenke an den Alten vom Berge zusenden. Überbracht wurden sie von einem aus der Bretagne stammenden Mönch namens Yves, der das Arabische beherrschte und der sich ausgiebig mit dem Alten, wohl Tādsch ad-Dīn Abū l-Futūh, persönlich unterhalten konnte. Obwohl der Mönch nicht alles richtig verstand, ist es ihm zu verdanken, dass die Franken eine tiefere Kunde über die Glaubensverfassung der Assassinen erhielten. Schon Benjamin von Tudela hatte davon berichtet, dass die Assassinen den Glauben des Islams abgelegt hätten, und auch Wilhelm von Tyrus hatte einst davon geschrieben, dass sie mit dem Glauben der Sarazenen gebrochen hätten und von ihnen als Ketzer angesehen worden seien. Dies habe es ihnen erst ermöglicht, ihr an König Amalrich I. gerichtetes Angebot zur Konvertierung zum Christentum zu unterbreiten. Auch Bruder Yves erfuhr nun, dass die Assassinen dem „Gesetz Alis“ (la loy Haali) folgten und deshalb von den Anhängern des „Gesetzes Mohammeds“ als Ungläubige angesehen würden, womit er den innerhalb des Islams bestehenden Konfessionskonflikt zwischen Schiitentum und Sunnitentum beschrieb. Ali habe einst seinem Neffen Mohammed zur Macht verholfen, sei dann aber von diesem fallen gelassen worden, worauf er eine eigene Anhängerschaft um sich scharte, die fortan in Opposition zu den Anhängern Mohammeds gestanden hätte. Auch würden die Assassinen den Tod nicht fürchten, weil sie glaubten, in einem glücklicheren Körper wiedergeboren zu werden. Auch trügen sie keine Rüstungen, weil Gott jedes Todesgeschick vorherbestimmt habe, und sie würden die Franken verachten, weil diese aus Furcht vor dem Tod mit Rüstungen in den Kampf zögen.
Der diplomatische Austausch mit Ludwig IX. markiert den letzten dokumentierten persönlichen Kontakt der Assassinen zu den europäischen Franken. Nur noch ein ins Lateinische übersetzter Brief des syrischen Groß-Da‘is an König Manfred von Sizilien, datiert auf das Jahr 1265, ist erhalten, in dem der Meister dem König seine Unterstützung im Kampf gegen den Papst und Karl von Anjou versichert. Sowohl für die Franken wie auch für die Assassinen läuteten die Jahre nach 1250 ihre letzten im sog. Heiligen Land ein. 1260 beerbten die Mamluken unter der Führung des Sultans Baibars das alte ägyptisch-syrische Reich Saladins und nahmen die Beseitigung der letzten christlichen und schiitischen Hochburgen in der Levante vor. Den Assassinen wurde ihr noch immer an die Johanniter gerichteter Tribut zum Verhängnis, der sie bei Baibars als heimliche Alliierte der Franken verdächtig machte, gegen die er bereits im Krieg (ǧihād) lag. Zuerst noch hatte Baibars die Unterwerfung der Assassinen unter seine Oberhoheit beabsichtigt, die er dank seiner militärischen Überlegenheit auch durchsetzte. Schon im Mai 1270 besetzte er Masyaf und brachte den Groß-Da‘i dazu, den Tribut an die Johanniter einzustellen und ihn stattdessen an seinen Fiskus als finanziellen Beitrag zu seinem Dschihad zu entrichten. Offenbar machte der Sultan auch die Mordtalente der Assassinen für sich nutzbar, denn als Auftraggeber hinter deren Anschlägen auf Philipp von Montfort und den kreuzfahrenden Prinzen Eduard von England wurde er verdächtigt. Allerdings versuchten sich die Assassinen seiner wachsenden Macht auch durch ein Attentat auf ihn zu entledigen, das im Frühjahr 1271 im Feldlager vor der belagerten Johanniterveste Krak des Chevaliers durchgeführt, aber vereitelt wurde. Und nachdem dem Sultan die Konspiration der Assassinen mit dem Fürst von Antiochia und ihre wieder aufgenommenen Geldzahlungen an die Ritterorden ruchbar geworden waren, kannte er keine Gnade mehr. Nacheinander kapitulierten nun die Assassinenburgen vor seiner überlegenen Heeresmacht. Als letzte fiel am 10. Juli 1273 al-Kahf, der Assassinenstaat fand damit sein Ende.
Ähnlich wie den Assassinen erging es in den folgenden Jahren auch den Franken. Nachdem schon Baibars die meisten ihrer Burgen und Städte hatte erobern können, verschaffte ihnen sein Tod 1277 noch eine Atempause. Doch 1291 beendete einer seiner Nachfolger mit der Eroberung von Akkon ihre Herrschaft im Heiligen Land und damit auch die Geschichte der Kreuzzüge. Im Unterschied zu den Franken, die mit dem Ende des 13. Jahrhunderts aus dem Orient verschwanden, verblieben die Nachkommen der Assassinen, die Angehörigen der Nizari-Schia, in Syrien, wenn auch politisch nach dem Verlust ihrer Burgen marginalisiert. Viele von ihnen trennten sich nach 1310 von den Nizariten und folgten unter der Bezeichnung Mu’miniten einer eigenen Imamlinie. Im frühen 14. Jahrhundert scheint sich diese neue ismailitische Schia noch einmal auf das Erbe ihrer Vorfahren besonnen zu haben. Zumindest erfuhr der Forschungsreisende Ibn Battūta († nach 1368) auf seinem Weg durch das alte „Land der Mission“ im Sommer 1326 dort, dass die Fidāwīya ihre alten Burgen wieder in Besitz genommen hätten und nun für ein Blutgeld Auftragsmorde für den Sultan an-Nāsir Muhammad ibn Qalāwūn († 1341) erledigen würden. Dabei würden sie vergiftete Dolche verwenden. Und auch Brochard der Deutsche warnte König Philipp VI. von Frankreich in seinem 1332 verfassten Expeditionsbericht zur Vorbereitung eines neuen Kreuzzuges vor den „verfluchten und zu meidenden Assassinen“ (execrandos et fugiendos nomino Assasinos) im Heiligen Land, die noch immer gegen Bezahlung Unschuldige töten würden.

### Wiederbegegnung in der Moderne
Im Osmanischen Reich konnten sich die Ismailiten als geduldete und mit einer Sondersteuer belastete Sekte behaupten, erlebten aber zu jener Zeit einen demografischen Einbruch und bewohnten nur noch die Gegenden um Masyaf, Qadmus und al-Kahf. In Europa geriet diese Gemeinde nach dem Ende des Mittelalters aus dem historiografischen Blickfeld und wurde schließlich für ausgelöscht gehalten. Erst in der Mitte des 18. Jahrhunderts erfuhr der britische Reiseschriftsteller Alexander Drummond († 1769) während seiner Amtszeit als britischer Konsul in Aleppo (1751–1759), dass das totgesagte Volk der Assassinen noch immer existiere und die Berggegenden zwischen Antiochia und Tripolis bewohne. Irrigerweise erkannte er in dieser Volksgruppe eine Nachkommenschaft der antiken parthischen Herrscherdynastie der Arsakiden. Etwa ein halbes Jahrhundert danach konnte der französische Generalkonsul von Aleppo Joseph Rousseau († 1831), der übrigens mit Silvestre de Sacy korrespondiert hat, während einer Persienreise 1810 als erster Europäer überhaupt die Bekanntschaft mit dem in Kahak (Provinz Ghom) residierenden Imam der Nizari-Ismailiten Schah Chalil Allah III. († 1817) machen, den er als Nachkommen jener „Alten vom Berge“ identifizierte, die einst als Anführer der Assassinen bekannt geworden waren. Dessen Urenkel Imam Sultan Muhammad Schah, Aga Khan III. († 1957), besuchte schließlich 1898 Königin Victoria in Windsor und 1900 Kaiser Wilhelm II. in Potsdam.
Die Imame der Mu’mini-Ismailiten waren schon im 16. Jahrhundert nach Indien emigriert, wo sich die Spur des letzten 1796 verlor. Im 19. Jahrhundert schloss sich der größte Teil ihrer Schia wieder der noch immer bestehenden Imamlinie der Nizari-Ismailiten an, aber eine kleine Minderheit verweigerte sich dieser Wiedervereinigung und hielt an ihrer nun in die Verborgenheit (ġaiba) entschwundene Linie fest. Diese Schia bewohnt noch heute die Dörfer rund um Masyaf und Qadmus. Im Jahr 1964 zählte die Gesamtgemeinde der Ismailiten in Syrien 56.000 Menschen, was etwa einem Prozent der Gesamtbevölkerung entsprach.

## Legenden, Mythen, Halbwahrheiten

### Drogenkonsum
Durch den Reisebericht Marco Polos und nicht zuletzt durch die etymologische Begriffsentschlüsselung von Silvestre de Sacy gehört der vermeintliche Rauschdrogenkonsum der Assassinen bis heute zu den festen Bestandteilen in der populärkulturellen und historiografischen Rezitation. Auf seiner Burg in den Bergen von Persien habe der Alte vom Berge seinen Jüngern die Vorzüge des himmlischen Paradieses vor Augen geführt, indem er sie mit einem speziell zubereiteten Getränk betäubt und anschließend in seine üppig bewachsenen Gärten hat tragen lassen, wo sie, nachdem ihr Rausch verflogen war, geglaubt haben im Paradies erwacht zu sein. Hier hat man sie eine Weile von den schmackhaften Früchten essen, aus Strömen von Wasser, Wein, Honig und Milch trinken und der von den schönen Haremsmädchen vorgetragenen Poesie und Musik hören lassen. Danach wieder mit dem Getränk betäubt, wurden sie wieder aus den Gärten getragen, so dass sie nach ihrem Erwachen sich wieder im irdischen Diesseits wähnten. Doch danach habe jeder von ihnen danach gestrebt ein devoter Gläubiger und Assassine des Alten zu werden, in der Hoffnung, in Ausführung der Befehle des Alten den Tod zu finden, um darauf für ewig in das himmlische Paradies zurückkehren zu können.
In der christlichen Berichterstattung ist Marco Polo der einzige Autor geblieben, der von einem Drogenkonsum der Assassinen zu berichten wusste. Ihm ist diese Schilderung von Einheimischen zugetragen worden, während seiner Durchreise durch Persien, auf der er die Gegend um Alamut und der anderen Assassinenburgen passiert hatte, die zu diesem Zeitpunkt von den Mongolen längst geschleift waren. Dass er diese Geschichte gerade in Persien aufgenommen hat, muss dabei kein Zufall gewesen sein. Schon fast ein Jahrhundert zuvor hat der sunnitische Gelehrte Ibn al-Dschauzī († 1201) aus Bagdad in seinen „Teufels Täuschungen“ (Talbīs Iblīs) dem Gründervater der Nizari-Schia Hasan-i Sabbāh unterstellt, seine jungen Anhänger durch die Verabreichung eines Gemischs aus zerstoßenen Walnüssen, Honig und Koriander willenlos und so empfänglich für seine ketzerischen Lehren gemacht zu haben.
Auf der muslimischen Seite kann Ibn al-Dschauzī damit einen gewissen Alleinstellungsanspruch für sich reklamieren, denn in keiner anderen muslimischen Überlieferung ist der Nizari-Schia irgendein besonderer Hang zum Rauschdrogenkonsum unterstellt worden; selbst nicht von ihren eifrigsten Feinden. Wahrscheinlich ist eine solche Unterstellung nur eine Meinung bei vereinzelt auftretenden und religiös voreingenommenen Personen wie Ibn al-Dschauzī geblieben, durch die sie sich den Erfolg der von der sunnitischen Orthodoxie als ketzerisch verdammten Glaubenslehre der Nizariten zu erklären versuchten, die der Schia gerade im Persien des 12. Jahrhunderts eine große Anhängerschaft zugeführt hat. Andere Autoren vermeinten einen Erklärungsansatz für diesen Erfolg in einer dem Alten vom Berge innewohnenden Zauberkraft und Hexerei gefunden zu haben. Bis zum späten 13. Jahrhundert, als Marco Polo durch Persien gereist ist, haben sich solche Meinungen letztlich zu einer der vielen schwarzen Legenden über die mittlerweile in den Untergrund zurückgezogenen Nizariten und ihre Imame verselbstständigt, die durch den venezianischen Weltreisenden schließlich bis nach Europa gelangt und dort populär geworden sind.
Nun werden die Angehörigen der Nizariten allerdings bei einigen arabischen Autoren (siehe oben), ausnahmslos alles Sunniten, und nicht zuletzt in der Amir’schen Rechtleitung der mit ihnen konkurrierenden Mustaliten als „Haschischraucher“ verunglimpft. Bei all diesen Beispielen ist allerdings zu berücksichtigen, dass bei allen dieser Begriff in abwertender und beleidigender Motivation gebraucht wurde und sie keine näheren Erklärungen dazu angegeben haben, warum sie ausgerechnet diesen dafür benutzt haben. Farhad Daftary stellte dazu heraus, dass der Begriff Ḥašīšīya im arabischen Sprachgebrauch nicht zwangsläufig einen Drogenkonsum unterstellt, sondern dort bis heute ein allgemeingebräuchliches Schimpfwort für soziale Außenseiter, Kriminelle, den gefährlichen Pöbel und auch für geistig Unzurechnungsfähige ist. Und als nichts anderes galten vom Standpunkt der sunnitischen Orthodoxie gesehen die Nizariten aufgrund ihrer auf der angebrochenen „Auferstehung“ (qiyāma) fußenden Glaubensverfassung. Ihre Beschimpfung als Haschischraucher galt dabei noch als moderat. Ihre Verurteilung als „Ketzer“ (malāḥida) durch sunnitische Eiferer wie Ata al-Mulk Dschuwaini († 1283) war dagegen eindeutiger und folgenschwerer, galten doch jene dem Islam und seinem Gesetz (šarīʿa) abtrünnig gewordenen als vogelfrei. Im allgemeinen Urteil der modernen Geschichtsforschung ist die Unterstellung vom Haschisch rauchenden Nizariten mittlerweile zurückgewiesen worden.

### Todessprung
Die Geschichte vom Todessprung der Assassinen hat sich sowohl in der muslimischen wie auch der christlichen Geschichtsschreibung einer hohen Beliebtheit erfreut, die sich aber bei allen bekannten Autoren nur auf das Hörensagen stützt und vermutlich ähnlich dem Rauschdrogenkonsum aus der um die Assassinen etablierten „schwarzen Legende“ generiert hat.
In seinen frühsten Beschreibungen ist er mit Raschid ad-Din Sinan († 1193) assoziiert worden, dem Führer der syrischen Assassinen, der als Demonstration seiner unumschränkten Autorität über seine Anhänger diese zum Sprung in den Tod vom höchsten Punkt seiner Burg aufgefordert habe. Die ältesten Erwähnungen des Todessprungs finden sich im Reisebericht (Riḥlab) des arabisch-spanischen Pilgers Ibn Dschubair († 1217), der anlässlich seiner von 1183 bis 1185 begangenen Haddsch nach Mekka davon gehört hat, und im Buch des Auserwählten über die Enthüllung der Geheimnisse (Kitāb al-Muḫtār fī kašf al-asrār) des syrischen Gelehrten al-Dschaubari († nach 1222). Schließlich ist diese Geschichte in der Sinan-Biografie des Aleppiner Historikers Ibn al-Adim († 1262) beschrieben, die ein Bestandteil seines biografischen Wörterbuchs Alles Wünschenswerte über die Geschichte von Aleppo (Buġyat al-ṭalab fī taʾrīḫ Ḥalab) war, heute aber nur noch als Abschrift erhalten ist. In dieser Vita notierte der Autor die ihm über einen Dritten zugetragene Behauptung eines Abgesandten Saladins, dem gegenüber Sinan die blinde Loyalität und Todesverachtung seiner Anhänger durch deren Sprung von der Burgmauer demonstriert haben soll. Ibn al-Dschauzī († 1201) wiederum hat in seinen Werken Geordnete Auflistung der Geschichte der Herrscher und Völker (Al-Muntaẓam fī taʾrīḫ al-mulūk wa-l-umam) und Des Teufels Täuschungen (Talbīs Iblīs) den Todessprung mit Hasan-i Sabbāh assoziiert, dem Gründervater der Nizari-Schia. Der habe gegenüber einem Abgesandten des Seldschukensultans Malik Schah die ihm innewohnende Macht über seine Jünger demonstriert, indem er einen aufforderte sich mit einem Messer zu entleiben, einen anderen sich von der Mauer der Burg zu stürzen, was beide auch umgehend getan hätten.
Die älteste bekannte Beschreibung des Todessprungs bei einem christlichen Autor findet sich in der bereits erwähnten Chronica Slavorum des Arnold von Lübeck, dem seine Informationen über die Assassinen von ihm als glaubwürdig erachteten Gewährsmännern zugetragen wurden. Der Fortsetzer der Chronik des Wilhelm von Tyrus (spätes 13. Jahrhundert) wusste zu berichten, dass der Todessprung gegenüber Heinrich von der Champagne († 1197) demonstriert worden sein soll, als dieser den namentlich nicht genannten Herrn der Assassinen auf dessen Burg besucht hatte. Weiterhin wird der Todessprung beim italienischen Chronisten Francesco Pipino († nach 1328) erwähnt.
In der populärkulturellen Rezeption hat der Todessprung als „Sprung des Glaubens“ (Leap of Faith) Eingang in die Computerspielreihe Assassin’s Creed (seit 2007) und ihrer gleichnamigen Verfilmung (2016) gefunden. In dem Romanzyklus Die Kinder des Gral (1991–2005) des deutschen Autors Peter Berling ist er eine von ihrem Groß-Da‘i auferlegte Loyalitätsprobe der Fida’i.

### Willenlose Selbstmordattentäter, gedungene Mörder, Terroristen
Einhergehend mit der Geschichte vom Todessprung ist den Assassinen zugleich die Bereitschaft zum Suizid unterstellt worden, womit einmal mehr ihr Bekenntnis zum islamischen Glauben, in dem die Selbsttötung eine der schwersten Sünden ist, in Abrede gestellt werden konnte. Verbunden mit den von ihnen begangenen Messeranschlägen hat diese Unterstellung mit dem Aufkommen des islamistischen Terrors im 20. Jahrhundert eine neue Qualität erhalten. Die außerordentlich hohe Verlustrate der Assassinen bei den von ihnen verübten Anschlägen vermittelt von ihnen bis in jüngste Betrachtungen hinein das Bild von Selbstmordattentätern, die angeblich über ihren in Ausführung ihrer Befehle verübten Freitod den Weg ins himmlische Paradies gesucht hätten. Schon Arnold von Lübeck hat ihnen solche Bestrebungen nachgesagt und über Wilhelm von Tyrus und Marco Polo wird dieses Urteil bis heute gepflegt. So zum Beispiel jüngst in der TV-Dokumentationsreihe Die Marco Polo-Fährte (2011), in denen die Assassinen als „die al-Qaida ihrer Zeit“ charakterisiert werden.
Die Assassinen von einst waren als Schiiten Gläubige der im Koran festgehaltenen Verkündigungen des Propheten, genauso wie es die Nizariten von heute sind. Ihren Weg zurück zum paradiesischen Urzustand des Glaubens an Gott haben sie nicht durch Selbstmord begangen, sondern durch die Verkündigung der „Auferstehung“ durch ihren Imam Hassan II. († 1166) im Jahr 1164. Der Glaube an die Auferstehung, die mit dem Fall aller äußerlichen Hüllen des Islam (Scharia, Fasten, Gebet, Pilgerfahrt) verbunden ist, ist ein zentrales Element der islamischen Eschatologie und wird von Sunniten wie Schiiten geteilt. Nur was die Nizariten von allen anderen islamischen Konfessionen unterscheidet, ist die bei ihnen bereits eingetretene Auferstehung, was sie im Urteil der Orthodoxie jedoch zu Ketzern gemacht hat. Zur Quintessenz des Schiitentums gehört die Gefolgschaft zum rechtmäßigen Vorsteher (imām) der Schia als den Stellvertreter (ḫalīfa) des Propheten. Denn allein dem rechtmäßigen Imam eröffnet sich der innere Sinn im äußerlichen Wortlaut des Korans, an dem der Gläubige folglich nur über die Vermittlung durch den Imam teilhaftig werden kann. Die Willensbekundungen des Imams gelten dabei als religiöses Dogma und haben für seine Schia einen verpflichtenden Charakter. Besonders bei überseeischen (europäischen) Außenstehenden haben sie damit den Eindruck von einer Bande scheinbar willenloser Verblendeten hinterlassen, die jeden Befehl ihres Meisters befolgen ohne ihn in Frage zu stellen. Dabei war dieses Konzept bei den Franken durchaus bekannt. Auch in deren Ritterorden hat eine unbedingte Gehorsamspflicht der Mitglieder gegenüber ihren Meistern bestanden, deren spirituelle Oberherren übrigens im weit entfernten Rom residierten. Genauso wenig wie die Ordensritter der Franken stumme Werkzeuge in der Hand ihrer Führer gewesen waren, sind dies die Assassinen auf der Gegenseite gewesen. Nicht weniger als zwei ihrer eigenen Imame haben sie von eigener Hand getötet.
Dem Vergleich mit modernen Terroristen hält der mittelalterliche Assassine nur bedingt stand. Im Gegensatz zu den heute im vorderen Orient operierenden Terrormilizen, wie beispielsweise Hamas, al-Nusra und Daesch („Islamischer Staat“), haben sie keine Massentötungen begangen, oder die Ermordung von unbeteiligten Personen in ihre Handlungen gezielt mit einkalkuliert. Ihre Angriffe haben sich in der Regel auf Einzelpersonen in staatlichen und klerikalen Führungspositionen beschränkt, Kollateralschäden waren dagegen eine seltene Ausnahme. Tatsächlich hat es sich sogar umgekehrt verhalten. Als konfessionelle Minderheit waren es die Assassinen gewesen, die in der sunnitischen Mehrheitsgesellschaft besonders in ihren Gründerjahren Zeiten der blutigen Verfolgung durchleben mussten. Ihre als Ketzerei gebrandmarkten Dogmen und die Unberechenbarkeit ihrer Tötungsstrategien hat die Schia in der breiten Bevölkerung suspekt und verhasst werden lassen. Hatten sie die Protektion einer politischen Macht verloren, waren sie praktisch vogelfrei geworden. 1113 sind mehrere hundert Nizariten in Aleppo in einem Pogrom getötet worden, 1124 hatte sich dies in Diyarbakır wiederholt. Schließlich sind 1129 im Pogrom von Damaskus mehrere tausend Angehörige der Schia, einige Überlieferungen zählen bis zu 20.000, massakriert worden. Nachdem Assassinen 1136 in Isfahan einen sunnitischen Abbasidenkalif ermordet hatten, ist es auch dort zum Pogrom an der dortigen Gemeinschaft gekommen. In der Folge waren die Nizariten bis zur Mitte des 12. Jahrhunderts aus dem städtischen Milieu sowohl in Syrien wie auch in Persien abgewandert oder hatten sich darin nur noch in öffentlicher Leugnung ihres Glaubens bewegen können.
Wahr ist dagegen, dass ein Assassine seinen eigenen Tod bei der Ausübung einer Tat mit einkalkulieren musste, insbesondere dann wenn es sich bei dem ausgewählten Ziel um eine hochgestellte Person der geistlichen oder weltlichen Autorität gehandelt hat, da diese üblicherweise von einem Leibwächtercorps begleitet wurde. Die Ermordung eines Feindes allein galt schon als fromme Tat für die der Täter durch seinen eigenen Tod als „Blutzeuge“ (šahīd) nur noch ein zusätzliches Zeugnis zur Reinheit seines Glaubens ablegen konnte. Ein mit einem Tötungsauftrag Betrauter wurde deshalb von seiner Schia häufig „Opferbereiter“ (fidāʾī) genannt und für seine bis zur Selbstaufopferung reichende Hingabe an ihren Glauben gepriesen. Doch im Unterschied zum modernen Selbstmordattentäter war der Fida’i kein Todgeweihter, der den eigenen Tod in Ausübung seiner Tat bewusst gesucht hätte. In nahezu allen Fällen wird berichtet, dass die Attentäter, nachdem sie zugeschlagen hatten, den Versuch zur Flucht aufgenommen haben. Nur wurden sie in der Regel von der Leibwache des Opfers gestellt und dabei sofort getötet. Der erste Fida’i, der 1092 den Seldschukenwesir Nizām al-Mulk getötet hat, ist anschließend über einen Zeltstrick gestolpert, was sein eigenes Schicksal besiegelt hat. Aber es sind durchaus auch Fälle überliefert, in denen den Attentätern die Flucht gelungen ist. Eine höhere Überlebenschance hatten dabei jene Fida’is, deren Ziele niedriggestellte Vertreter lokaler Autoritäten waren, vor allem Qadis und Muftis, die über keine allzu weitreichenden Schutzvorkehrungen verfügt hatten.
Entgegen allen später angestellten Ausschmückungen hatte ein Assassine kein besonderes Training durchlaufen müssen, um ein Fida’i zu werden, einzig auf seine Entschlossenheit zur Tat ist es angekommen. Als Tatwaffe wurde immer nur ein Dolch verwendet und keine anderen fantasievollen Mordwerkzeuge, wie etwa die oft genannten Gifte. Die Tatausführung musste zielgerichtet und planvoll angegangen werden. Priorität hatte der Tod des ausgewählten Ziels, eine Fluchtplanung hatte dagegen nur eine nachgeordnete Bedeutung und musste deshalb meist improvisiert werden. Eben diese Vorgehensweise hat die Assassinen von allen anderen Attentätern unterschieden und ihnen ein höchsteigenes Charakteristikum verliehen. Mordanschläge zur Ausschaltung politischer Feinde waren zu ihrer Zeit keine Neuheit in der islamischen Welt, nur ist man zuvor von Mördern ein subtileres Vorgehen bei der Tatausführung gewohnt gewesen. Ein Anschlag war in der Regel mit einem hohen Zeitaufwand zur Vorbereitung verbunden, denn nicht selten musste zunächst die nähere Umgebung des Ziels infiltriert und dessen Gewohnheiten studiert, manchmal sogar dessen persönliches Vertrauen gewonnen werden. Zum taktischen Vorgehen der Assassinen hat auch die Platzierung von einem oder mehreren Schläfern in der unmittelbaren Umgebung eines potentiellen Ziels gehört. Hätte sich dieses dann zu den Feinden der Schia bekannt und irgendwelche Aktionen gegen diese geplant, oder einfach nur aus Gründen der politischen Opportunität wegen als entbehrlich für sie erwiesen, hätten die Schläfer jederzeit aktiviert und mit seiner Liquidierung beauftragt werden können. Zugeschlagen wurde üblicherweise zur Tagzeit und wenn möglich auch in der Öffentlichkeit. Auch die Anwesenheit einer Leibwache war nicht unerwünscht. Denn mit ihren Mordanschlägen haben die Assassinen auch die Verbreitung eines psychologischen Terrors beabsichtigt. Kein Feind der Schia sollte darin die fanatische Entschlossenheit eines Fida’i unterschätzen, den eigenen Tod mit dem Ziel ihn zu töten billigend in Kauf zu nehmen. Zu keinem Zeitpunkt sollte der Feind sich in Sicherheit wiegen können, egal mit wie vielen Leibwächtern er sich auch umgab. Diese Vorgehensweise hat die Furcht vor ihnen begründet, die bis in das ferne Europa getragen wurde.
Die Assassinen haben erfolgreich ausgeführte Morde an ihren Feinden oft mit tagelangen Festivitäten begleitet. Auf Alamut sind später Listen aufgefunden worden, in denen sie ihre Attentate mit Namen von Opfern und Tätern penibel dokumentiert haben. Der persische Historiker Raschīd ad-Dīn († 1318) hat einige dieser Listen in seine Universalgeschichte eingefügt. Gelegentlich haben sie sogar Morde an bekannten Feinden für sich reklamiert, obwohl diese von anderen ausgeführt worden sind. Umgekehrt sind ihnen auch von anderen begangene Anschläge unterstellt worden, zumal man ihnen einfach jede Mordtat zutraute. Eine weitere ihnen anhängende Unterstellung war die der Käuflichkeit ihrer Talente zum Morden. Besonders der syrische Zweig der Assassinen hat bei Zeitgenossen ständig unter diesem Verdacht gestanden, der in Betrachtung seiner Geschichte nicht so einfach von der Hand zu weisen ist. In ihren frühen Jahren haben die Assassinen Syriens unter der Protektion von lokalen Fürsten gelebt. Um diese zu vergelten, könnten sie auch deren Feinde beseitigt haben. Nachdem sie sich in den Besitz eines eigenen Territoriums gesetzt hatten, scheinen finanzielle Motive sie zur Veräußerung ihrer Talente verleitet haben. Zumindest ist ihnen das von zeitgenössischen Autoren auf beiden Seiten zugetraut worden. Vor allem wenn keine plausible Motivlage zu ihren Taten vorgelegen hat, wie in den Fällen des Markgrafen Konrad von Montferrat und des jungen Raimund von Antiochia, haben sich die Autoren in wildeste Spekulationen ergangen. Da die syrischen Assassinen seit dem späten 12. Jahrhundert in einem Tributverhältnis zu den christlichen Ritterorden gestanden haben, hat die Vermutung nahe gelegen, dass sie diesen Tribut auch in Form von speziellen Dienstleistungen erbracht haben könnten. Auch angesichts existenzbedrohender Machtkonstellationen, scheinen sie in Erledigung eines Auftragsmordes weitaus weniger Skrupel gekannt zu haben, sofern sie sich damit des drohenden Unmuts der Auftraggeber entledigen konnten, zu denen die Ritterorden, Saladin, Richard Löwenherz, oder Baibars gezählt wurden.

### Der Alte vom Berge

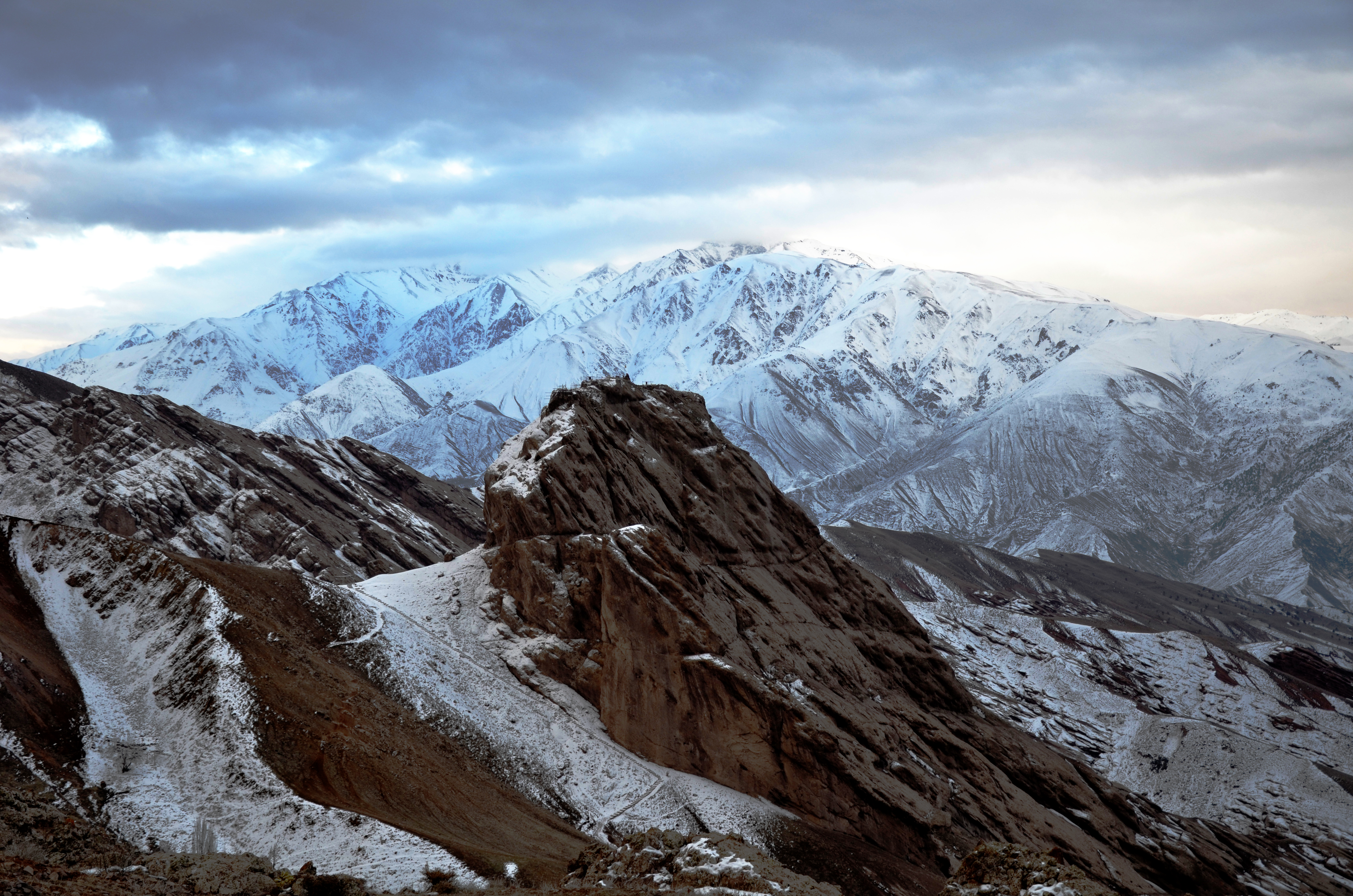
Die Bergfestung Alamut im Norden Persiens war eine Hauptfestung von den Nizariten.

Unter den Autoren der Franken hat allein Albert von Aachen einen der Meister der Assassinen namentlich gekannt (Botherus), der für ihn allerdings nur einer der vielen Sarazenenfürsten war, gegen welche die Ritter des ersten Kreuzzuges gekämpft hatten. Für alle anderen aber sind die Meister ohne Namen geblieben. Nicht zuletzt deshalb sind diese wohl bei den Franken zu einer halbmythischen Gestalt verschmolzen, die in ihren lateinischen Texten zumeist nur als „Fürst der Berge“ (princeps de montanis), oder „der Alte/Weise“ (senex) bezeichnet wird. Letztere Titulierung haben sie tatsächlich in einem seltenen Fall von etymologischem Interesse vom arabischen šaiḫ übersetzt, siehe Wilhelm von Tyrus. Das Privileg, als erster mit dieser Titulierung versehen worden zu sein, wird üblicherweise Raschid ad-Din Sinan († 1193) zugeschrieben, da er der zu jener Zeit amtierende Großmeister der Assassinen war, auf den sich die Berichterstattung der Franken bezogen hat. Doch laut seinem Aleppiner Biographen Ibn al-Adim († 1262), der mehrere ihm zugetragene Aussagen Sinans verwendet hat, ist es dieser selbst gewesen, der seinen Vorgänger Abu Muhammad als „den Alten“ (aš-šaiḫ) bezeichnet hat, welcher 1162 „im Gebirge“ (fī l-ǧabal) gestorben ist. In den in Altfranzösisch verfassten Schriftquellen der Franken des 13. Jahrhunderts ist der geheimnisvolle Meister schließlich zum „Alten der Assassinen“ (vieil des Haississis) und dann zum „Alten vom Berge“ (vieil de la Montaigne) geworden.
Für nahezu alle Chronisten der Kreuzzüge war der auf Masyaf residierende Alte vom Berge das Oberhaupt der Assassinen, von dem über ihn gebietenden Imam der nizaritisch-ismailitischen Schia wussten sie nichts. Dabei wäre ein Europäer im 12. Jahrhundert den wahren Machtverhältnissen der Assassinen beinahe auf die Spur gekommen. Der jüdisch-spanische Weltreisende Benjamin von Tudela hat auf seiner zwischen 1169 und 1173 begangenen Reise zwei Mal den Weg der Assassinen gekreuzt. Zuerst in der syrischen Levante und schließlich in den Bergen Nordpersiens. Er hatte erfahren, dass über beide dort lebenden Assassinengruppen ein „Alter“ gebot, allerdings war ihm dabei nicht bewusst geworden, dass jener von Syrien (Masyaf) jenem von Persien (Alamut) unterstand. Möglicherweise hatte Kaiser Friedrich II. über eine vage Ahnung zu den wahren Machtverhältnissen bei den Assassinen verfügt, denn sein an ihren syrischen Meister 1227 zugesandtes Geldgeschenk sollte einem zeitgenössischen muslimischen Bericht zufolge an dessen Oberherrn nach Alamut weitergeleitet werden. Vielleicht hat auch der Mongolenreisende Wilhelm von Rubruk eine Vorstellung darüber gewonnen, dass der wahre Meister der Assassinen eher in Persien als in Syrien zu verorten ist. Denn er berichtet, dass im Frühjahr 1254 in Karakorum das Gerücht über mehrere Assassinen umgegangen ist, die in die Stadt eingedrungen seien um im Auftrag des Alten vom Berge den für ihn gefährlich gewordenen Großkhan Möngke zu ermorden. Da die Mongolen zu jener Zeit aber noch in Persien operierten (Alamut ist 1256 gefallen) und für Syrien noch keine akute Bedrohung dargestellt haben, dürfte also als Herkunftsort der vermeintlichen Bedrohung Persien gegolten haben. Übrigens ist Rubruk von den Mongolen verdächtigt worden, einer der ausgesandten Assassinen zu sein und ist deshalb einer Befragung unterzogen worden. Erst durch Marco Polo ist die Kunde vom tatsächlichen Oberhaupt der Assassinen in den Westen gelangt. Dem Venezianer war zu diesem echten „Alten vom Berge“ sogar der Name Aloadin zugetragen worden, der dem Wahnsinn verfallen, seine unschuldigen Jünger in den Paradiesgärten zu Alamut zu willenlosen Meuchelmördern gemacht habe. Seither hat sich die Titulierung synonym sowohl für den in Masyaf sitzenden Groß-Da‘i, wie auch für den in Alamut sitzenden Imam der Nizari-Schia etabliert.

### Symbolik
Den Assassinen wird eine besondere Beziehung zur Farbe Weiß nachgesagt. Die Opferbereiten des Alten vom Berge sollen bevorzugt weiße Roben (blans vestus) getragen haben. Sinan ist nach eigener Aussage auf einem weißen Esel von Persien nach Syrien gereist.
Verschiedene schiitische Gruppen haben bis in das Mittelalter hinein Weiß als Erkennungsfarbe verwendet in äußerlicher Abgrenzung zum Schwarz der sunnitischen Abbasidenkalifen. Sie wurden deswegen auch „die Weißgekleideten“ (al-mubayyiḍa) genannt, wie zum Beispiel anlässlich der Schlacht von Fachch im Jahr 786.

## Attentatsliste
In dieser Liste sind die prominentesten Anschlagsziele aufgeführt. Mit einem X gekennzeichnete wurden getötet.
| Datum             | Opfer                    | Stellung                                         | Ort                                     | Kurzbeschreibung |
| ----------------- | ------------------------ | ------------------------------------------------ | --------------------------------------- | --- |
| 14. Oktober 1092  | Nizām al-Mulk X          | Wesir der Seldschuken (der eigentliche Regent)   | Sahnah (in der Nähe von Nehawand)       | |
| September 1097    | Bursuq der Ältere X      | Atabeg der Seldschuken, Begründer der Bursuqiden | in der Nähe von Sarachs                 | Der schiitische Wesir Madschd al-Mulk Balasani wurde dafür beschuldigt und hingerichtet. |
| 1. Mai 1103       | Dschanah ad-Daula X      | Emir von Homs                                    | Große Moschee von Homs                  | Vermutlich im Auftrag von Radwan und/oder al-Hakim al-Munaddschim. |
| Februar 1106      | Chalaf ibn Mulaib X      | Emir von Apamea                                  | in der Qal’at al-Mudiq (Apamea)         | |
| 1111              | Fachr al-Mulk X          | Wesir der Seldschuken                            |                                         | |
| 2. Oktober 1113   | Scharraf ad-Din Maudud X | Emir von Mossul                                  | Damaskus                                | Vermutlich im Auftrag von Radwan und Tughtigin. |
| 1114/15           | Ahmadil al-Kurdi X       | Fürst von Maragha                                | Bagdad                                  | Vermutlich im Auftrag von Tughtigin. |
| 1119              | Sa’id ibn Budai X        | Atabeg von Aleppo                                | am Euphrat                              | Der Atabeg war verantwortlich für das 1113 begangene Pogrom an den Nizariten von Aleppo mit hunderten Toten. Mit ihm wurden zwei seiner Söhne getötet. |
| ?                 | Ahmad Sandschar          | Sultan der Seldschuken                           |                                         | Nur bedroht. |
| 11. Dezember 1121 | al-Afdal Schahanschah X  | Wesir der Fatimiden                              | Kairo                                   | Der Anschlag wurde den Nizariten unterstellt und von ihnen auch reklamiert, allerdings bestehen Mutmaßungen über einen palastinternen Umsturz. Der Wesir war 1094 für das ismailitische Schisma und den Tod des Imams Nizār ibn al-Mustansir verantwortlich. |
| 1125              | Ibn al-Chaschschab X     | Qādī von Aleppo                                  | al-Zajjājīn, Aleppo                     | Mitverantwortlich am Pogrom von 1113. |
| 26. November 1126 | Aq Sunqur al-Bursuqi X   | Emir von Mossul                                  | Große Moschee von Mossul                | Vermutlich im Auftrag von Tughtigin. |
| 1127              | Mu’in ad-Din Ahmad X     | Wesir der Seldschuken                            | Merw                                    | |
| 7. Oktober 1130   | al-Amir X                | Kalif der Fatimiden                              | Kairo                                   | Der Gegenimam der Mustali-Ismailiten hat 1122 den Nizariten die Existenzberechtigung in Abrede gestellt. |
| 7. Mai 1131       | Tadsch al-Muluk Buri X   | Atabeg von Damaskus                              | Damaskus                                | Der Atabeg war verantwortlich für das 1129 begangene Pogrom an den Nizariten von Damaskus mit mehreren tausend Toten. Er überlebte das Attentat, ist aber am 9. Juni 1132 an den Spätfolgen seiner Wunden gestorben.                                         |
| 25. Mai 1133      | Aq Sunqur al-Ahmadili X  | Atabeg von Maragha                               | bei Hamadan                             | |
| 29. August 1135   | al-Mustarschid X         | Kalif der Abbasiden                              | Maragha                                 | |
| Juni 1136         | al-Raschid X             | Kalif der Abbasiden                              | Isfahan                                 | |
| 1143              | Dawud ibn Mahmud X       | Seldschukenfürst                                 | Täbris                                  | |
| 1152              | Raimund II. X            | Graf von Tripolis                                | vor dem südlichen Stadttor von Tripolis | Motiv unklar. Mit dem Grafen wurde der Ritter Ralph von Merle getötet. |
| Dezember 1174     | Salah ad-Din Yusuf       | Sultan der Ayyubiden                             | vor Aleppo                              | Anschlag nach Eingreifen der Leibwache gescheitert, von der ein Offizier getötet wurde. |
| Mai 1176          | Salah ad-Din Yusuf       | Sultan der Ayyubiden                             | vor Aʿzāz                               | Die Haube seines Kettenhemdes rettete den Sultan. |
| 28. April 1192    | Konrad von Montferrat X  |                                                  | Akkon                                   | Motiv unklar, vermutlich ein Auftragsmord. |
| 1213              | Raimund von Antiochia X  |                                                  | vor Unsere Liebe Frau von Tortosa       | Motiv unklar. |
| 17. März 1270     | Philipp von Montfort X   | Herr von Tyrus                                   | in seiner Kirche in Tyrus               | Wahrscheinlich im Auftrag von Baibars I. |
| Frühjahr 1271     | Baibars I.               | Sultan der Mamluken                              | vor Krak des Chevaliers                 | |
| Juni 1272         | Eduard von England       |                                                  | Akkon                                   | Wahrscheinlich im Auftrag von Baibars. |

## Assassinen in den Medien
Literatur:
- Im Club des Hachichins widmeten sich im 19. Jahrhundert bekannte Wissenschaftler, Literaten und Intellektuelle wie Victor Hugo, oder Eugène Delacroix der Erprobung von Drogen und weniger der Kunst des Mordens.
- Assassinen sind in den historischen Romanen des deutschen Autors Peter Berling († 2017) wiederkehrende Figuren. In der Reihe Die Kinder des Gral (1991–2005) werden die Hauptpersonen Zeugen des Untergangs von Alamut. In Das Paradies der Assassinen (2007) wird der Protagonist selbst ein Sektenmitglied.
- Im Buch Der dicke Löwe kommt zuletzt, dem letzten Band der Kinderbuchreihe Der Löwe ist los von Max Kruse hat sich der Antagonist, der Scheich der sogenannten Glücklichen Insel, von der Geschichte vom Alten vom Berge zur Gründung einer Sekte inspirieren lassen, die er mit dem besänftigenden Rauch einer pflanzlichen Droge unter Kontrolle hält und als Soldaten nutzen will. Einer der Protagonisten, der Sultan, will die Tochter eines befreundeten Herrschers aus der Sekte befreien und wird selbst abhängig gemacht mit dem Ziel, dass er den Scheich in seinem Testament zu seinem Thronfolger erklärt.

Film und TV:
- Im Abenteuerfilm Im Reich des Kublai Khan (1964) muss der Protagonist Marco Polo vor dem wahnsinnigen Alten vom Berge (Akim Tamiroff) fliehen.
- In der Low-Fantasy-Verfilmung Conan der Barbar (1982) gebietet der Antagonist Thulsa Doom über eine Sekte ihm blind ergebener Anhänger eines Schlangenkults, die für ihn Attentate auch an engsten Familienangehörigen durchführen. Dem Protagonisten demonstriert er den unbedingten Gehorsamswillen seiner Anhänger, indem er einen von ihnen den Sprung in den Tod von einem Felsen befiehlt.
- In der Videospielverfilmung Prince of Persia: Der Sand der Zeit (2010) treten „Hassansine“ als zauberbegabte Kriegersekte im antiken Persien auf mit der für sie typischen Charakterisierung als Drogenkonsumenten und Attentatsdienstleister.
- Das ZDF produzierte 2003 in der Terra-X-Reihe den Dokumentarbeitrag Terra X: Todesboten aus Alamut – Der Geheimbund der Assassinen
- In der Serie Legends of Tomorrow spielt der Serien-Charakter Sara Lance eine ehemalige Assasine.
- In dem Film Assasins Creed (2016) ist die Hauptperson ein Assassine. Der Film ist von der gleichnamigen Videospielreihe inspiriert.

PC- und Videospiele:
- In der Videospielreihe Assassin’s Creed (seit 2007) werden die Assassinen als Geheimbund dargestellt, der bereits vor der Zeit der Kreuzzüge existierte und bis in die Gegenwart aktiv ist; der Spieler übernimmt jeweils die Rolle eines Assassinen und kämpft gegen die Templer.
- Assassinen treten als Antagonisten in der Computerspielreihe Prince of Persia (seit 1989) auf.